# Tomizm lowański
Tomizm lowański – odmiana neotomizmu zainicjowana przez D. Merciera, podkreślająca potrzebę rozwijania teorii poznania i postulująca łączność filozofii przyrody ze współczesnymi naukami przyrodniczymi. Z tomizmu lowańskiego wyodrębnił się tomizm transcendentalizujący. Inni przedstawiciele: L. Noel, L. De Raeymaeker, E. Mounier, A. Gemelli, w Polsce Kazimierz Kłósak i Piotr Chojnacki.